# Bac de Roda
|  | Aquest article tracta sobre el militar. Vegeu-ne altres significats a «Estació de Bac de Roda». |

Francesc Macià i Ambert, conegut com a Bac de Roda (Sant Pere de Roda (actual Roda de Ter i les Masies de Roda), 28 de maig de 1658 - Vic, 2 de novembre de 1713) fou un militar i un dels signataris del Pacte dels Vigatans participant en l'aixecament a favor de Carles d'Àustria. Va lluitar en la Guerra de Successió com a cap dels Miquelets entre els anys 1703 i 1713 i fou condemnat a mort i penjat a Vic el 2 de novembre de 1713.

## Ascendents familiars

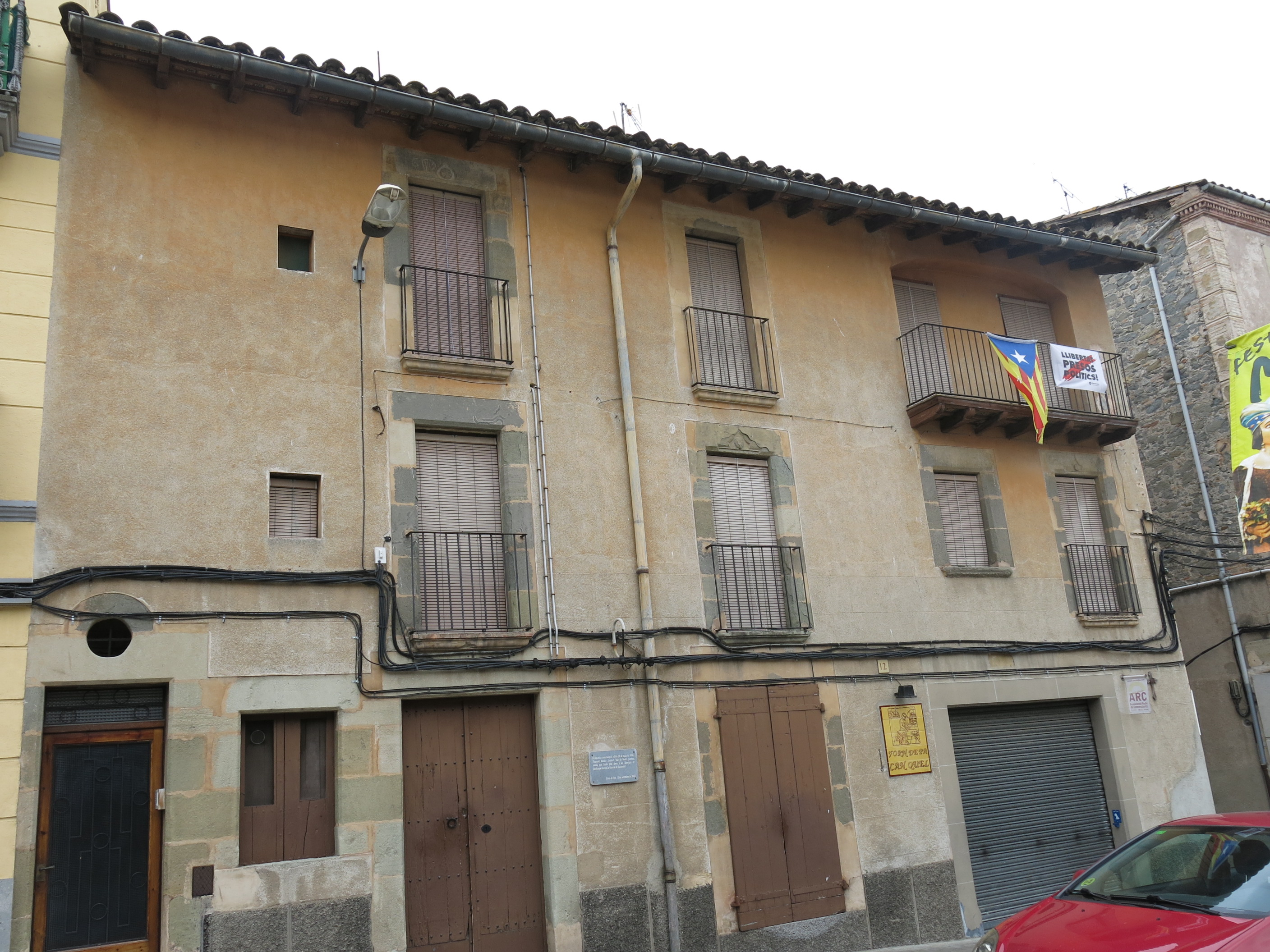
Casa natal de Bac de Roda a la plaça Major de Roda de Ter

Fill d'Onofre Macià, del mas Macià, i d'Escolàstica Ambert, de la ciutat de Vic. Als catorze anys es va casar amb la pubilla del Mas Bac de Roda (avui dia, a les Masies de Roda) i va agafar el cognom de la seva dona.

## Guerra de Successió
El 17 de maig de 1705 signà el Pacte dels Vigatans, en el qual s'acordà el desig de la Gran Aliança de fer un gran desembarcament de tropes a prop de Barcelona. A canvi, la Companyia d'Osona, coneguda com els Vigatans i de la qual Bac de Roda va formar part, havia de provocar un aixecament amb 6.000 homes que servís de cap de pont al posterior desembarcament de tropes. El dia 1 de juliol de 1705, a la plaça de Vic, els Vigatans van proclamar rei Carles III.
Participà com a comandant de fusellers, sota les ordres del general Moragues, en el Combat del Congost, on foren derrotades les tropes borbòniques que intentaven ocupar Vic. Després del desembarcament de les tropes de l'Aliança a Barcelona i la posterior conquesta de la ciutat per part dels austriacistes, el novembre del 1705, Bac de Roda es va retirar momentàniament de la lluita per anar a veure a la seva dona.
El març del 1706, els seus miquelets i els de Manuel Moliner i Rau patrullaven per les fronteres d'Aragó i València, i, a finals de mes, quan les tropes borbòniques van procurar recuperar el control de Barcelona, el comte de Cifuentes, virrei de València, li va donar l'ordre de dirigir-se a Barcelona. Bac de Roda va rebre l'encàrrec de vigilar i defensar, al capdavant de 600 homes, la línia que dividia la ciutat del castell de Montjuïc. El 7 d'abril de 1706, les seves tropes van trencar la trinxera borbònica aixecada a l'altura de Santa Madrona per aïllar Montjuïc de la ciutat.
El 1709, ja amb el grau de coronel, va dirigir un grup de fusellers que va retenir els francesos provinents de l'Empordà. Amb la mort de l'emperador Josep I, del Sacre Imperi Romanogermànic, el 17 d'abril de 1711, Carles fou el nou arxiduc. Les tropes austroalemanyes van començar llavors un progressiu replegament. Els vigatans van seguir aixecant partides i van continuar amb la tàctica de guerrilles, en una situació ja molt més complicada. La tropa de Bac de Roda va rebre la missió de defensar Barcelona juntament amb Antoni Desvalls, marquès de Poal. D'altra banda, el 28 d'agost de 1713, les tropes borbòniques del duc de Bracamonte van enfilar el Congost i van vèncer els Vigatans: Osona fou llavors ocupada, cremada i sotmesa a control borbònic.

## Delació i execució

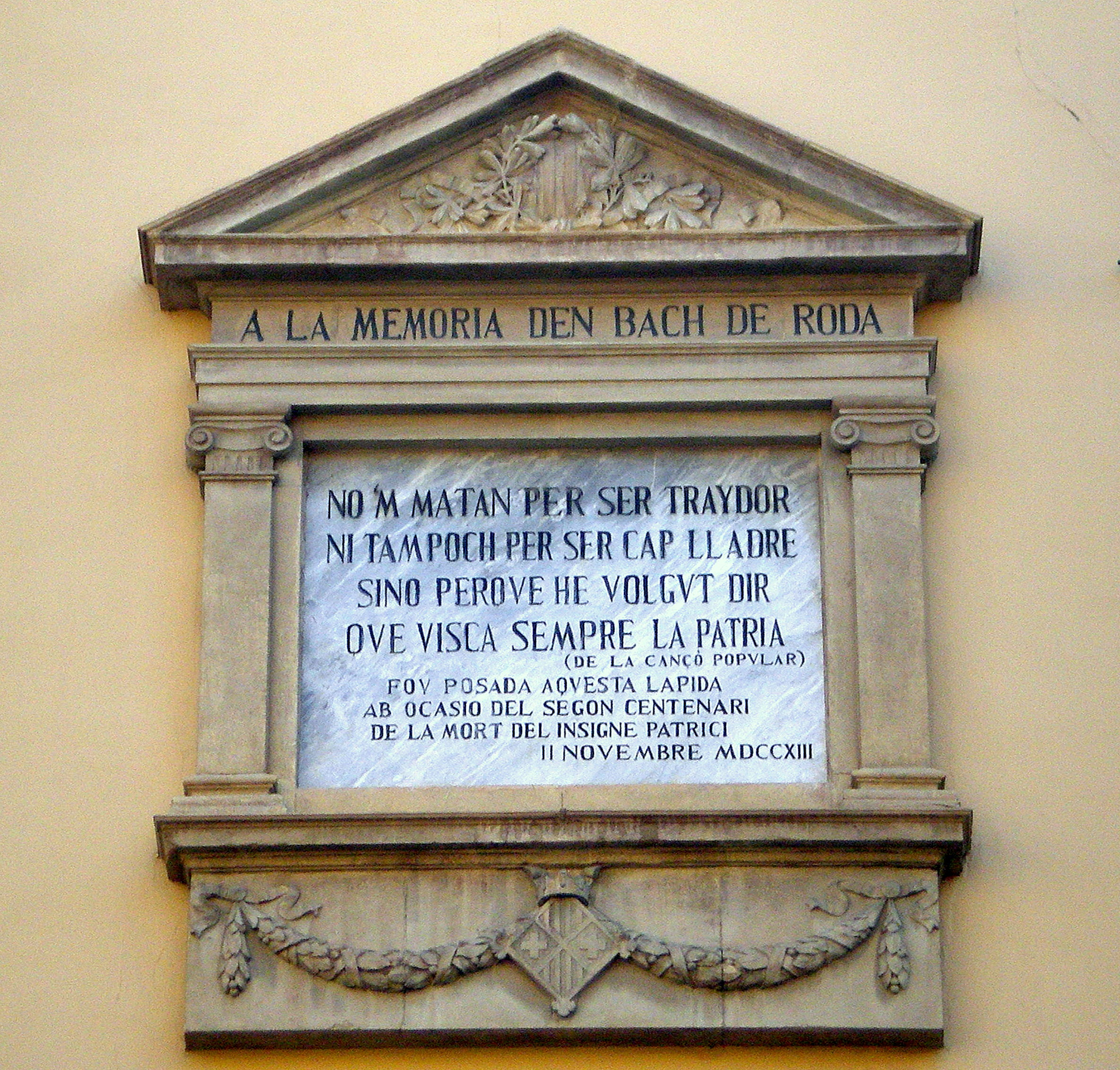
Làpida commemorativa, a Vic

Procurant fer-se salvat, Bac de Roda tornà al mas Colom, la casa on s'havia criat. Però Josep Riera, de Vallfogona del Ripollès, antic amic seu, el delatà. Fet presoner, va ser executat a la forca el dia 2 de novembre de 1713.
Després del combat de Navès, que s'esdevindria el 19 de novembre i on els austriacistes capturarien 28 presoners, el marquès del Poal va fer-ne penjar 5, el capità i 4 homes més, en venjança per la mort de Bac de Roda.
El delator, Josep Riera, morí el 15 d'abril de 1714, entre miquelets austriacistes i tropes borbòniques. Assabentat del fet, el capità Roca, del regiment austriacista, el feu desenterrar i penjar en una forca com a traïdor i persona vil.